# Latif al-Ani

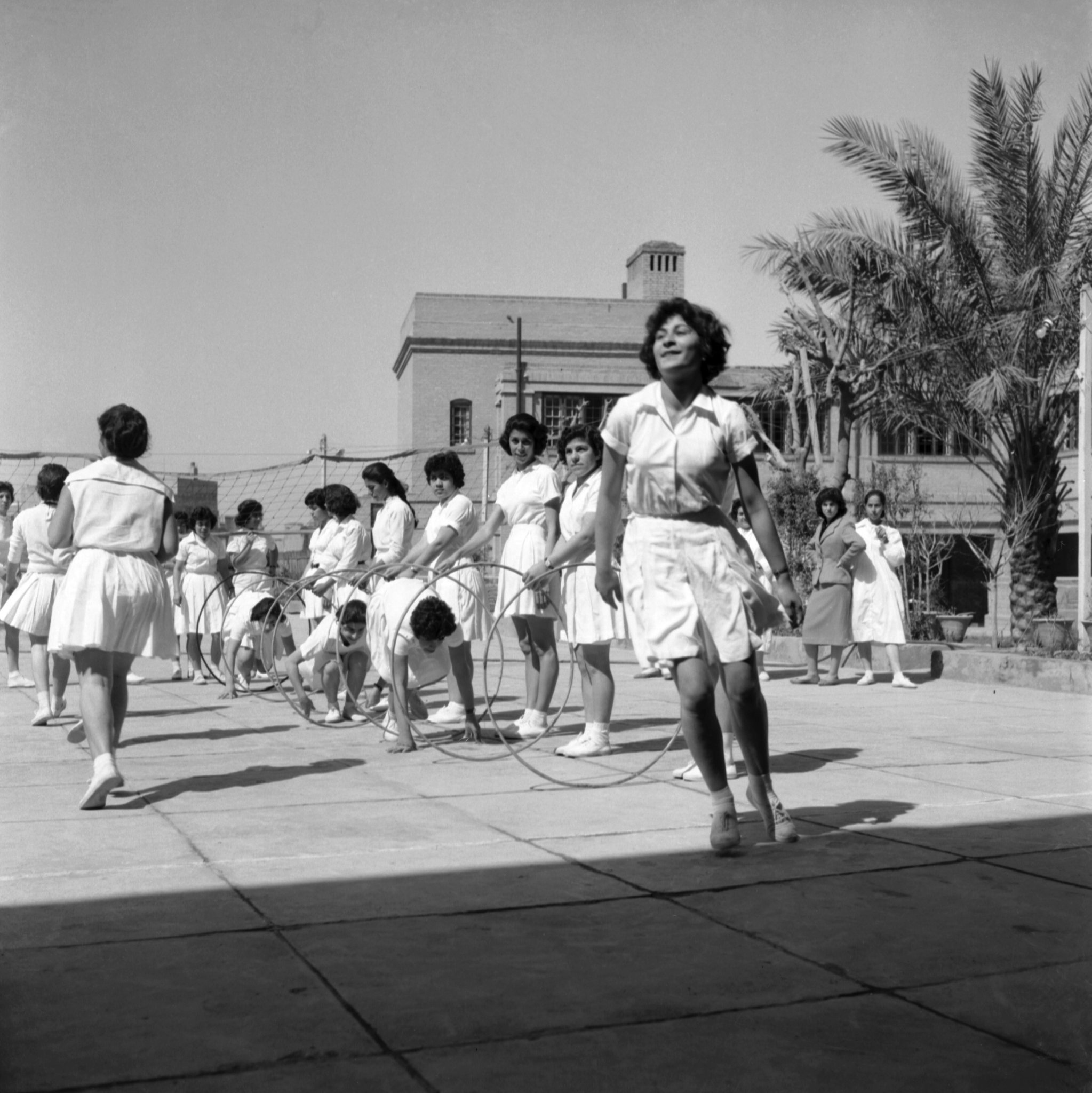
Střední škola Al-Aqida, Bagdád, 1961

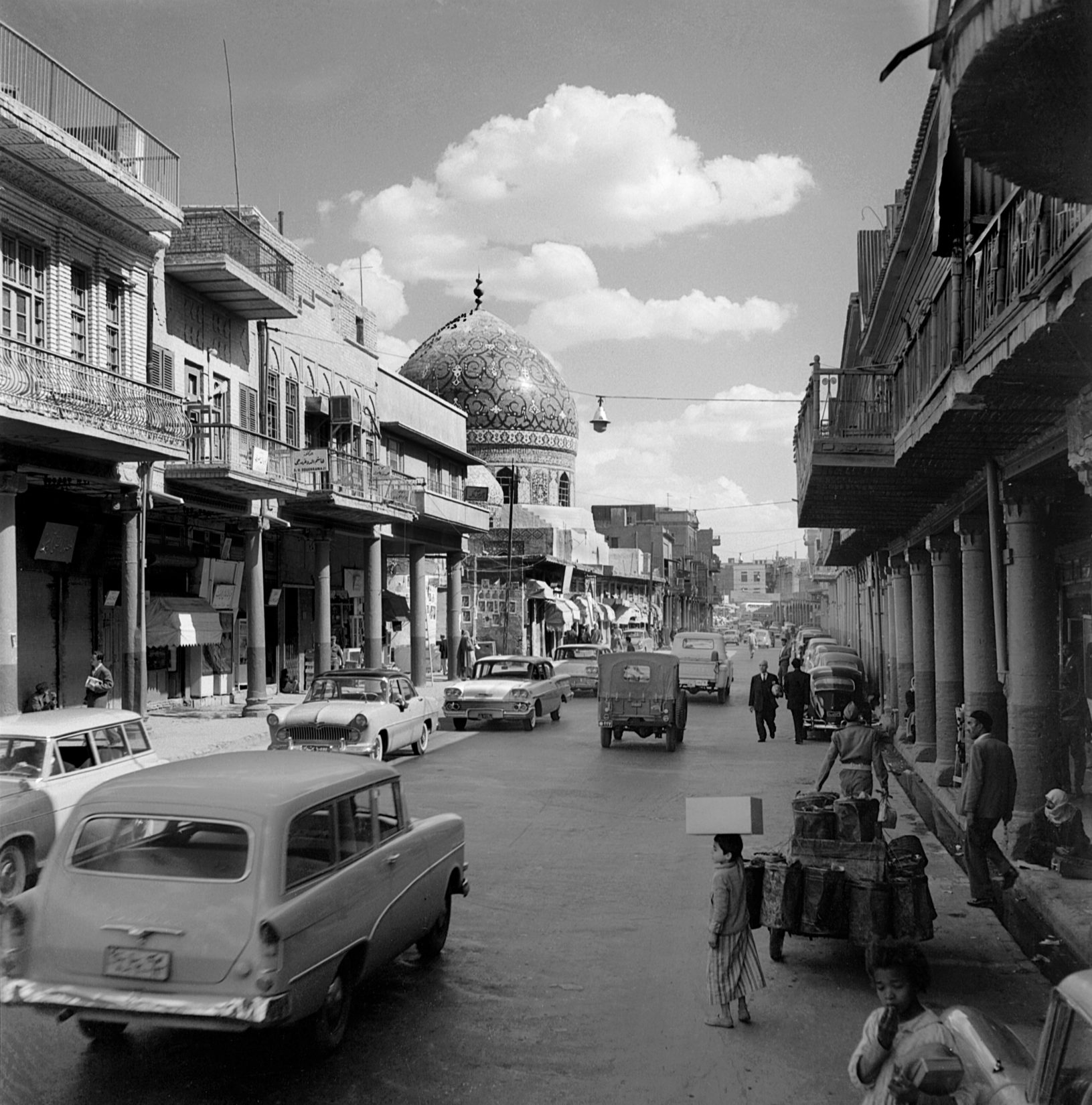
Ulice Al-Rasheed, 1961

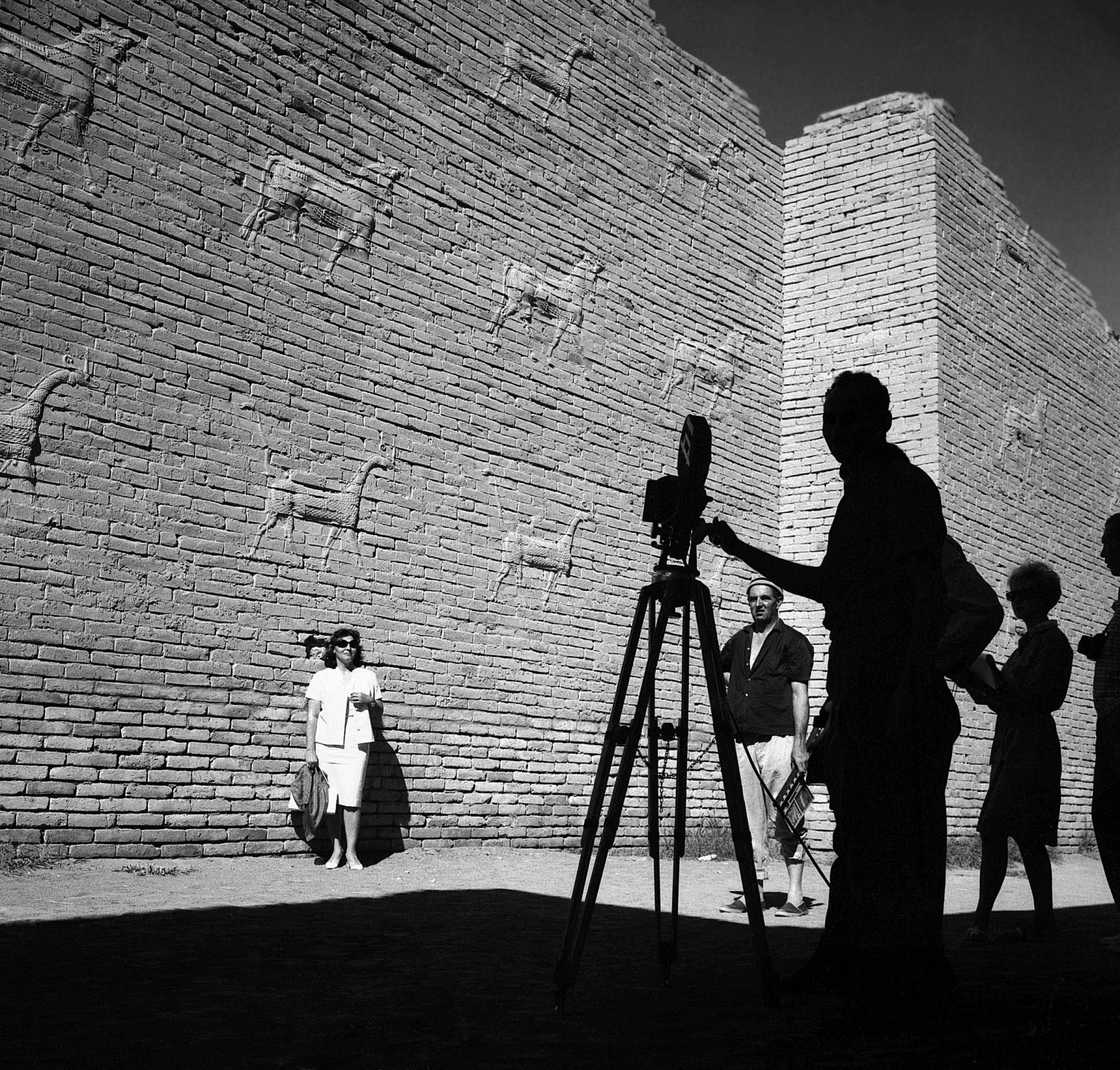
Babylon, Irák, 1970

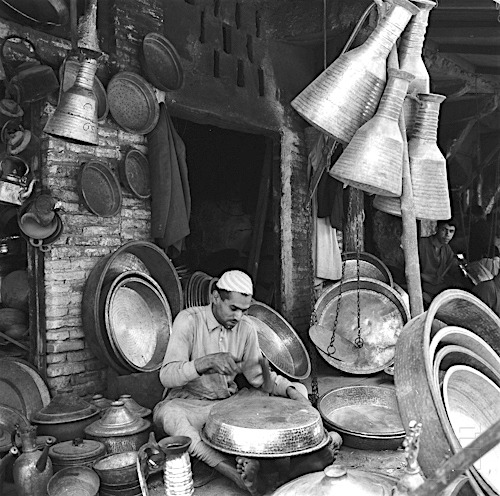
Kovář vyrábí měděné mísy, Suq Al-Safafir, Bagdád, 1962

Latif al-Ani (1932, Bagdád, Irák – 18. listopadu 2021) byl irácký fotograf, nejznámější jako „otec irácké fotografie“ díky svým fotografickým sériím kombinujícím starověká i moderní témata. Během své aktivní kariéry od 50. do konce 70. let 20. století zaznamenal irácký způsob života, který se rychle ztrácel, když země vstoupila do modernizačního programu. Dokumentoval lidi, starověké památky a mnoho aspektů městského života v Iráku. Po vzestupu Saddáma Husajna přestal fotografovat a zjistil, že není schopen udržet svůj dřívější optimistický výhled na budoucnost Iráku.

## Životopis
Latif al-Ani se narodil v Bagdádu v roce 1932. Během jeho dětství působilo v Iráku relativně málo komerčních fotografů. Sociální a náboženské zákazy pořizování obrazů a obrazových znázornění znamenaly, že Irák fotografii a kinematografii přijal relativně pozdě. Hrstka fotografů a filmařů, jako jsou Abdul-Karim Tiouti a Murad al-Daghistani, působila v Basře a Mosulu od konce 19. století a počátku 20. století, ale příležitost naučit se fotografické řemeslo byla pro mladé Iráčany vzácná. Teprve koncem 40. let, kdy byl Al-Ani adolescentem, se počet komerčních fotografických ateliérů ve velkých iráckých městech, včetně Bagdádu, rozšířil.
Al-Ani se poprvé setkal s fotografií, když jako chlapec pomáhal svému staršímu bratrovi v obchodě v ulici Mutanabbi, který sousedil s ateliérem židovského fotografa jménem Nissan. Mladý Al-Ani byl fotografií fascinován, a tak mu jeho bratr kolem roku 1947, kdy bylo al-Animu 15 let, koupil fotoaparát Kodak box. Poté fotoaparát už téměř nikdy nepustil z ruky. Jeho nejranější fotografie byly každodenní scény a objekty v jeho bezprostředním okolí – pouliční život, palmy, rostliny, tváře a lidé na střechách. Tento typ záběrů se stal opakujícím se tématem jeho práce.
V padesátých letech využil příležitosti k zahájení fotografické kariéry. Přítel al-Ani, Aziz Ajam, pracoval jako redaktor interního časopisu společnosti Iraqi Petroleum (IPC). Al-Ani tam požádal o stáž a v roce 1954 začal pracovat pod vedením Jacka Percivala a stal se jeho učněm. Během práce u IPC se al-Ani naučil všechny aspekty fotografie, včetně letecké fotografie. Jako zaměstnanec IPC pořídil pod Percivalovým dohledem fotografie pro arabský časopis společnosti Ahl al-Naf (People of Oil).
V roce 1960 založil na Ministerstvu informací odbor fotografie (později přejmenovaný na Ministerstvo kultury). V té době byl jedním z mála lidí v Iráku, kteří věděli, jak vyvolávat barevné fotografie. Najal si asistenta Halima al-Khatata, který se později stal známým fotografem. Jeho oddělení vydávalo časopis Nový Irák (v pěti jazycích: arabštině, kurdštině, angličtině, francouzštině a němčině), který byl distribuován zahraničním diplomatickým komunitám a mezinárodním organizacím působícím v Iráku. Během tohoto období Al-Ani hodně cestoval a dokumentoval irácký společenský život, kulturu, průmysl, zemědělství, dělníky, stroje a rozvoj v zemi. Tento typ práce nejen dobře odpovídal vlastním zájmům Al-Aniho, ale také odpovídal vládní socialistické agendě.
V důsledku toho, že zaznamenával takzvaný irácký zlatý věk, byl al-Ani označován jako „otec irácké fotografie“.
V sedmdesátých letech byl jmenován vedoucím fotografie v Irácké zpravodajské agentuře. To mu poskytlo další příležitosti k dokumentaci sociálního a kulturního života Iráku. Po celou dobu své kariéry se cítil nucen zaznamenat způsob života své doby, jelikož se obával, že bude ztracen, až se země pustí do období „modernizace“. Al-Ani byl optimista a „chtěl ukázat Irák jako civilizované moderní místo“. Zároveň byl hrdý na starou iráckou, sumerskou a mezopotámskou minulost.
Al-Ani měl instinkt k tomu, aby srovnal vrstvy starověkého uměleckého dědictví Iráku s výrazně moderními tématy. Jeho dílo bylo ovlivněno iráckými umělci z poloviny 20. století, včetně Jawada Saleema. Například jeho portrét amerického páru v Ctesiphonu zobrazuje americký pár, který přijel na návštěvu Taq Kisra (oblouk v Ctesiphonu), zatímco poslouchají staršího beduínského muže sedícího na zemi, jak hraje na rabab.
V 60. a 70. letech se těšil mezinárodnímu úspěchu, pracoval a vystavoval na Středním východě, v Evropě a ve Spojených státech. Přestal však fotografovat v roce 1979, kdy režim Saddáma Husajna zakázal fotografování na veřejnosti. Fotografování na veřejnosti bylo nejen nebezpečné, ale al-Ani ztratil svůj optimistický výhled na budoucnost Iráku.
Po jeho odchodu do důchodu byla práce al-Aniho přibližně na 40 let prakticky zapomenuta. Al-Ani si vzpomněl, že se v roce 2005 zastavil ve zpravodajském kiosku, kde rozdávali kalendáře zdarma – a při prohlídce si uvědomil, že více než polovina fotografií byla jeho vlastní prací, ale byla reprodukována bez jakéhokoli uvedení autora, protože nikdo nevěděl, kdo snímek fotografoval. Jeho příspěvek k iráckému umění a kultuře „znovuobjevil“ tým z Nadace Ruya, který pracoval na zachování uměleckého dědictví Iráku a narazil na jeho sbírku. Na konci roku 2017 uspořádali samostatnou výstavu prací Al-Ani v londýnské galerii Coningsby. Tato událost v kombinaci s vydáním monografie o umělci vyvolala značný zájem o fotografa a jeho práci.

## Práce
Většina jeho fotografií je černobílá pořízená na svitkový film 6x6 cm. Jeho schopnost kombinovat irácké starověké umělecké dědictví do současného formátu naznačuje, že byl ovlivněn iráckými umělci z poloviny 20. století, včetně Jawada Saleema.
Stejně jako u mnoha iráckých umělců byla velká část jeho archivu zničena nebo vypleněna během americké invaze do Iráku v roce 2003. Archiv Arab Image Foundation přesto má jeho několik stovek dochovaných fotografií.
Vybraný seznam publikovaných fotografií
- Lady in the Eastern Desert (Dáma ve východní poušti)
- US Couple in Ctesiphon (Americký pár v Ctesiphonu)
- Haidar-Khana Mosque, ulice Rashid, Bagdád (Mešita Haidar-Khana)
- Building the Darbandikhan Dam (Stavba přehrady)
- Al Malak, Bagdád
- Architecture in Baghdad, Bab Al Muadham (Architektura v Bagdádu)

## Galerie

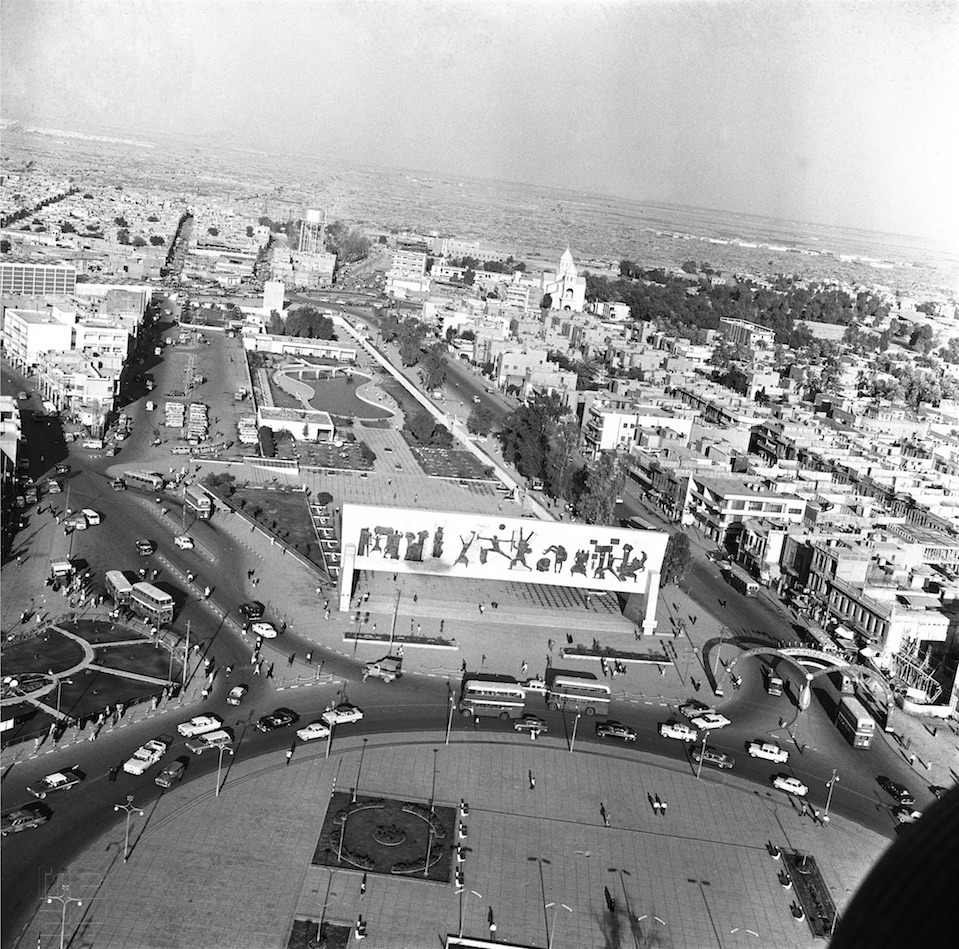
Památník svobody, Umma Park, Bagdád, 1961
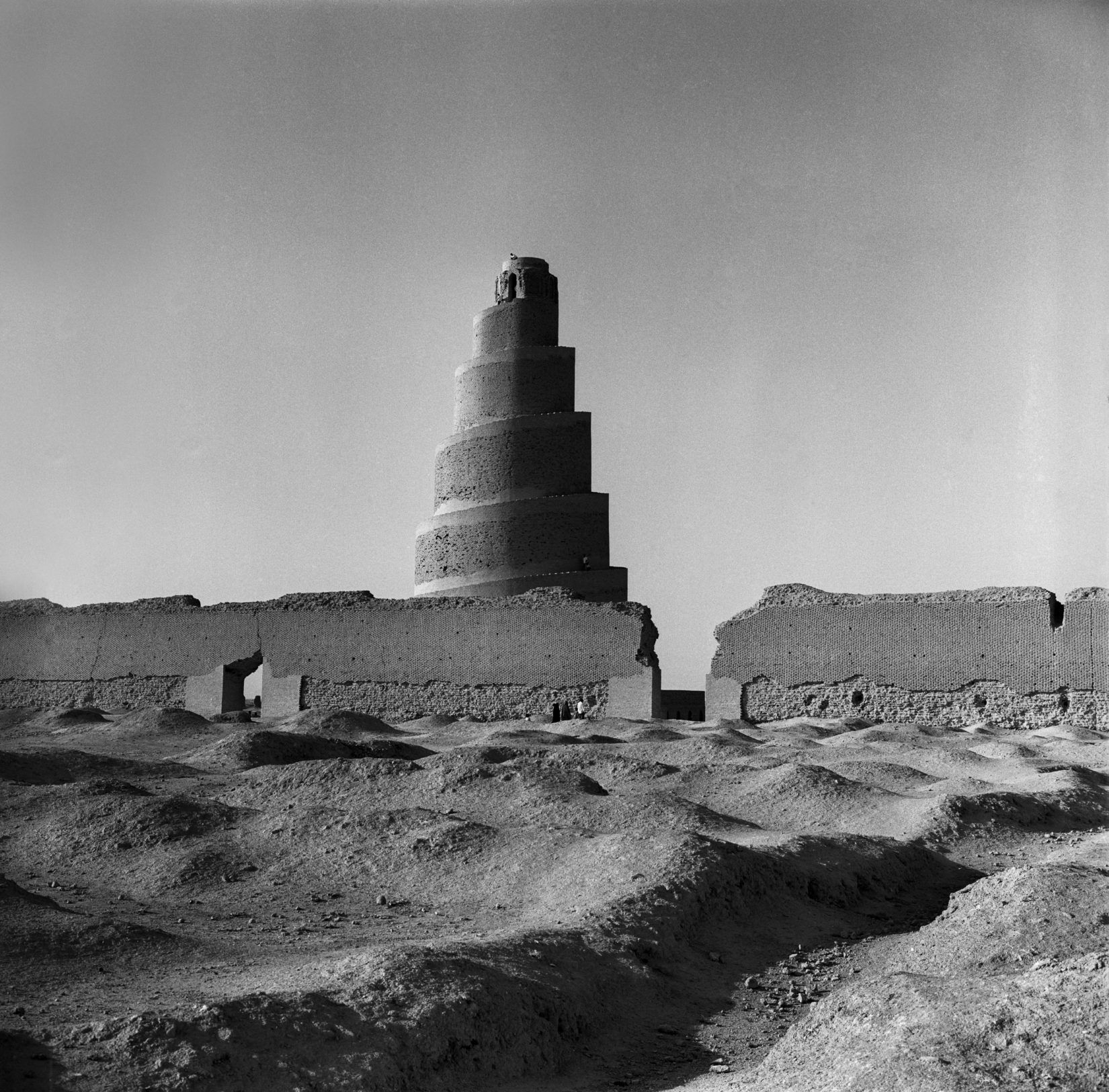
Malwiya, Samarra, 1960
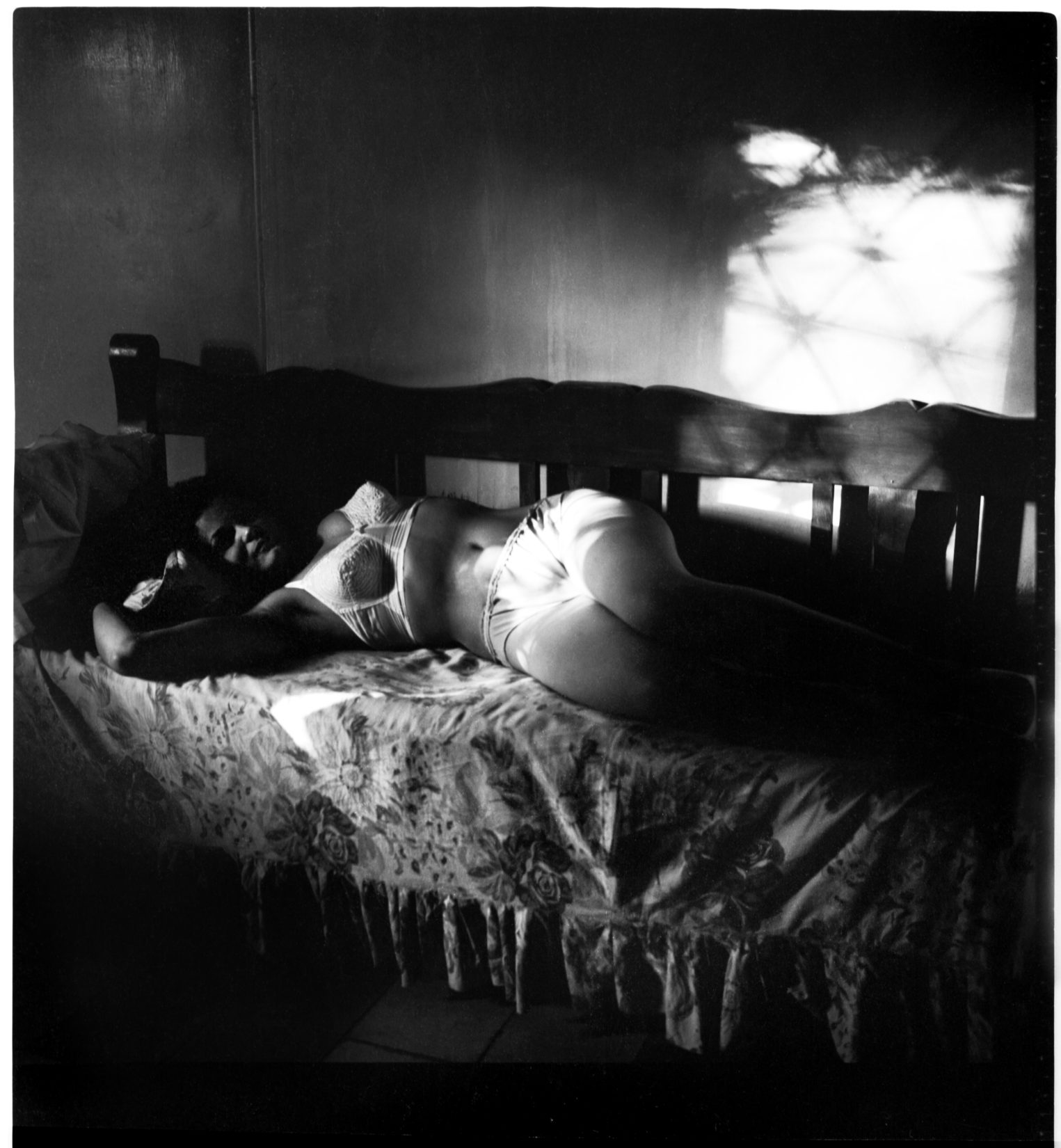
Modelka, Bagdád, 1956
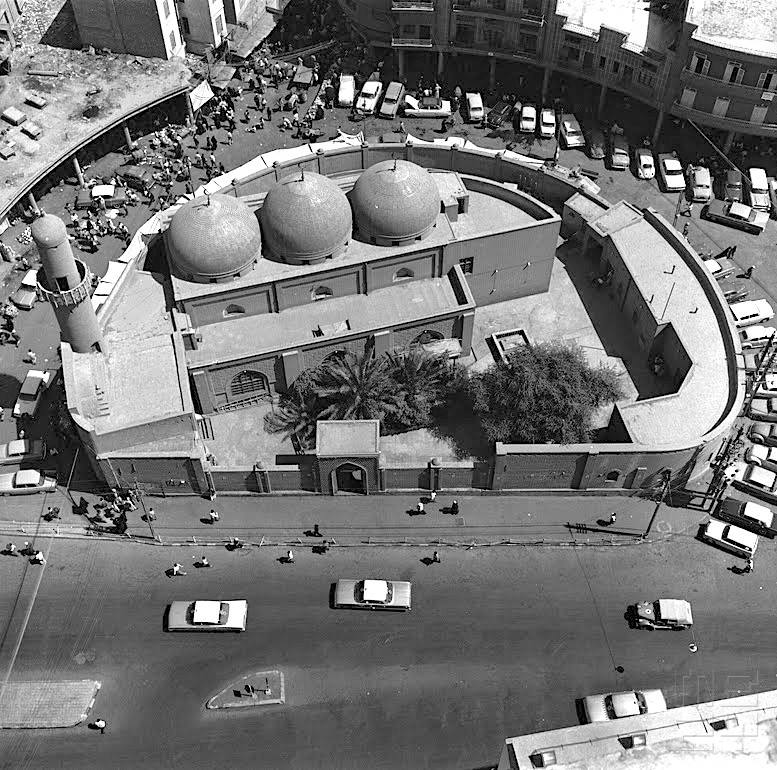
Murjanská mešita, Bagdád, 1962
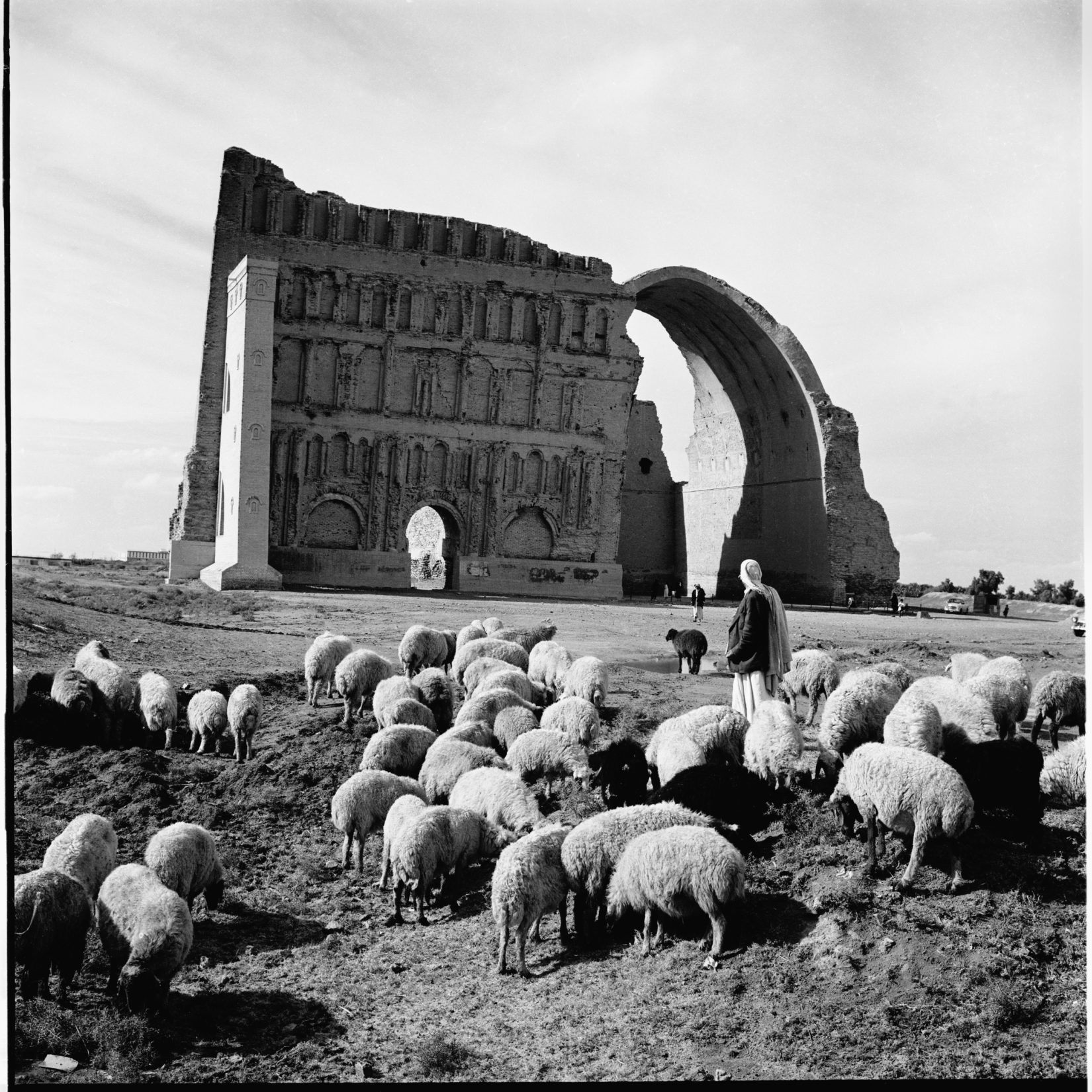
Taq-i Kisra, Bagdád, 1963
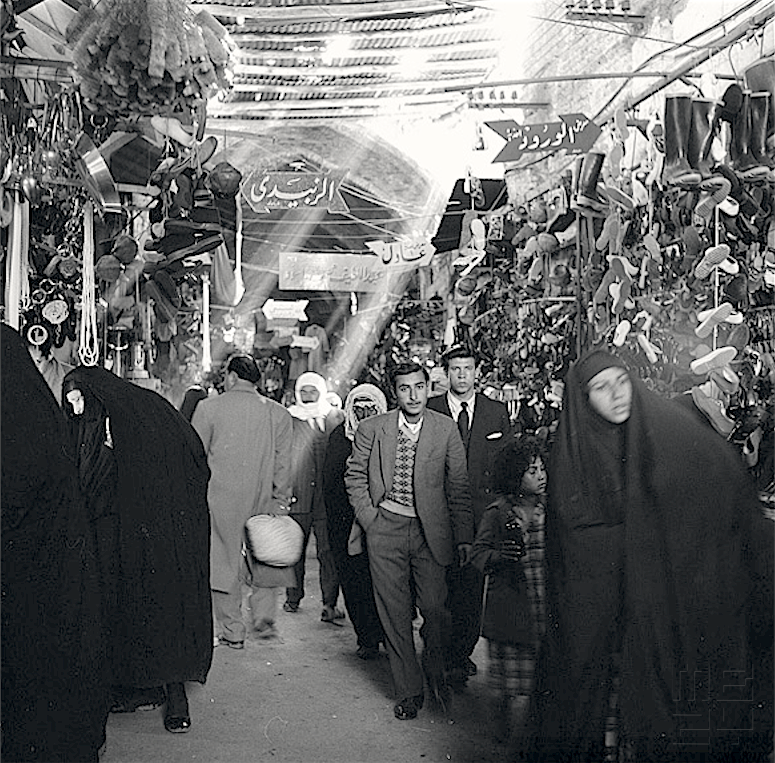
Tradiční trh, Bagdád, 1961
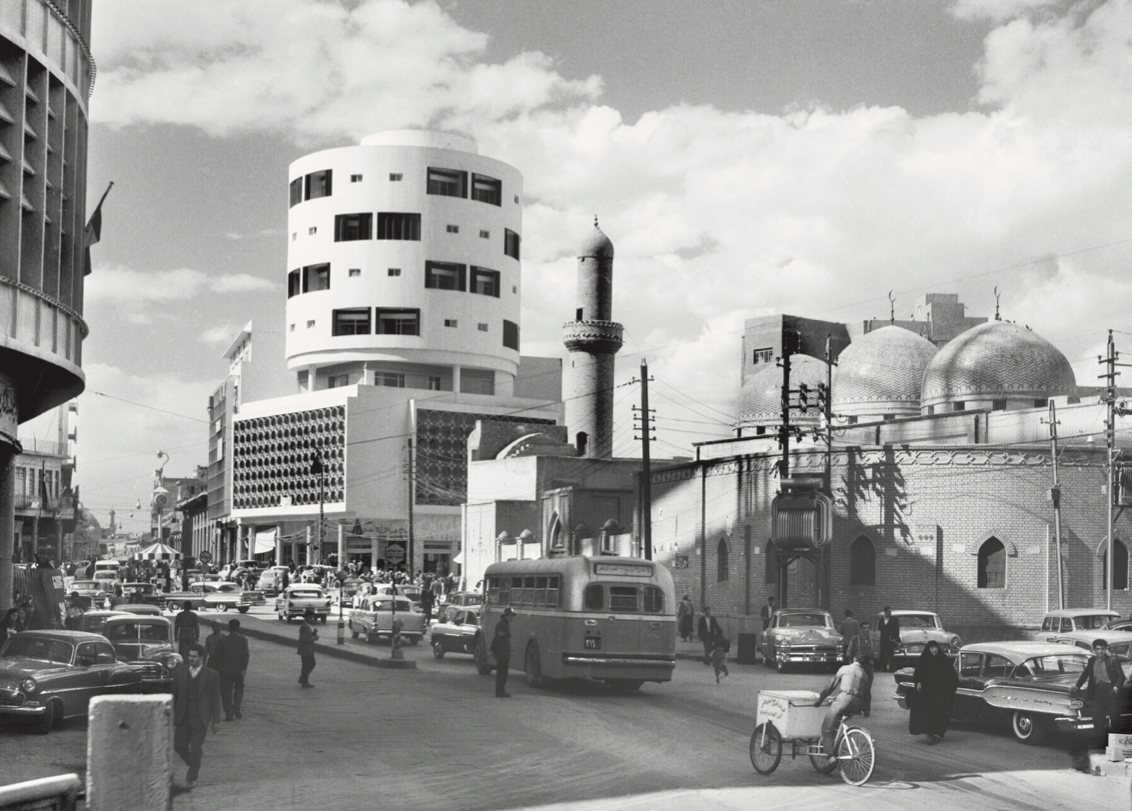
Ulice Al Rasheed, Bagdád, 1960

## Dědictví
O autorovi se píše v následujících knihách:
- Tamara Chalabi and Morad Montazami, Latif Al Ani, Hajte Cantz, 2017, ISBN 978-3-7757-4270-2
- Hoor Al Qasimi, Kathleen Butti and Muʼassasaẗ al-Šāriqaẗ li-l-funūn, Latif Al Ani: Through the Lens, 1953–1979, Sharjah Art Foundation, 2018